# Список переименованных станций Московского метрополитена
В таблице учитываются только те переименования станций метро, которые были сделаны после открытия станций. Переименования, сделанные на этапе проектирования и строительства станций, а также во время «технических пусков», не приведены.

## Официальные переименования
| Линия | Современное название  | Переименование                               | Дата                         |
| ----- | --------------------- | -------------------------------------------- | ---------------------------- |
| 01    | Бульвар Рокоссовского | Улица Подбельского → Бульвар Рокоссовского   | 8 июля 2014                  |
| 01    | Красные Ворота        | Красные Ворота → Лермонтовская               | 29 мая 1962                  |
| 01    | Красные Ворота        | Лермонтовская → Красные Ворота               | 25 августа 1986              |
| 01    | Чистые пруды          | Кировская → Чистые пруды                     | 5 ноября 1990                |
| 01    | Лубянка               | Дзержинская → Лубянка                        | 5 ноября 1990                |
| 01    | Охотный Ряд           | Охотный Ряд → Имени Кагановича               | 25 ноября 1955               |
| 01    | Охотный Ряд           | Имени Кагановича → Охотный Ряд               | 15 октября 1957              |
| 01    | Охотный Ряд           | Охотный Ряд → Проспект Маркса                | 30 ноября 1961               |
| 01    | Охотный Ряд           | Проспект Маркса → Охотный Ряд                | 5 ноября 1990                |
| 01    | Кропоткинская         | Дворец Советов → Кропоткинская               | 8 октября 1957               |
| 01    | Воробьёвы горы        | Ленинские горы → Воробьёвы горы              | 12 мая 1999                  |
| 01    | Новомосковская        | Коммунарка → Новомосковская                  | 3 июля 2024                  |
| 02    | Тверская              | Горьковская → Тверская                       | 5 ноября 1990                |
| 02    | Театральная           | Площадь Свердлова → Театральная              | 5 ноября 1990                |
| 02    | Автозаводская         | Завод имени Сталина → Автозаводская          | 5 июля 1956                  |
| 02    | Царицыно              | Ленино → Царицыно                            | 5 ноября 1990                |
| 03    | Измайловская          | Измайловский парк → Измайловская             | 20 августа 1963              |
| 03    | Партизанская          | Измайловский ПКиО им. Сталина → Измайловская | 1947 (не позже 28 октября)   |
| 03    | Партизанская          | Измайловская → Измайловский парк             | 20 августа 1963              |
| 03    | Партизанская          | Измайловский парк → Партизанская             | 3 мая 2005                   |
| 03    | Семёновская           | Сталинская → Семёновская                     | 30 ноября 1961               |
| 04    | Александровский сад   | Улица Коминтерна (Коминтерн) → Калининская   | 24 декабря 1946              |
| 04    | Александровский сад   | Калининская → Александровский сад            | 5 ноября 1990                |
| 4А    | Деловой центр         | Деловой центр → Выставочная                  | 3 июня 2008                  |
| 4А    | Деловой центр         | Выставочная → Деловой центр                  | 31 марта 2024                |
| 4А    | Москва-Сити           | Международная → Москва-Сити                  | 31 марта 2024                |
| 05    | Октябрьская           | Калужская → Октябрьская                      | 6 июня 1961                  |
| 05    | Добрынинская          | Серпуховская → Добрынинская                  | 6 июня 1961                  |
| 05    | Проспект Мира         | Ботанический сад → Проспект Мира             | 20 июня 1966                 |
| 06    | ВДНХ                  | ВСХВ → ВДНХ                                  | 12 декабря 1959              |
| 06    | Алексеевская          | Мир → Щербаковская                           | 20 июня 1966                 |
| 06    | Алексеевская          | Щербаковская → Алексеевская                  | 5 ноября 1990                |
| 06    | Проспект Мира         | Ботанический сад → Проспект Мира             | 20 июня 1966                 |
| 06    | Сухаревская           | Колхозная → Сухаревская                      | 5 ноября 1990                |
| 06    | Китай-город           | Площадь Ногина → Китай-город                 | 5 ноября 1990                |
| 06    | Третьяковская         | Новокузнецкая → Третьяковская                | июнь 1983 (не позже 11 июня) |
| 06    | Новоясеневская        | Битцевский парк → Новоясеневская             | 3 июня 2008                  |
| 07    | Китай-город           | Площадь Ногина → Китай-город                 | 5 ноября 1990                |
| 07    | Выхино                | Ждановская → Выхино                          | 13 января 1989               |